# Micrurus mertensi
Micrurus mertensi är en ormart som beskrevs av Schmidt 1936. Micrurus mertensi ingår i släktet korallormar, och familjen giftsnokar. Inga underarter finns listade i Catalogue of Life.
Denna orm förekommer i sydvästra Ecuador och nordvästra Peru. Micrurus mertensi har ett giftigt bett. Honor lägger ägg.